# Cathy Bou Ndjouh
Cathy Bou Ndjouh (Douala, 7 novembre 1987) è una calciatrice camerunese, difensore del Rivers Angels e della nazionale camerunese.

## Carriera

### Club
Cathy Bou Ndjouh ha giocato nel Rivers Angels dove ha vinto coppa e campionato nigeriano.
Nel febbraio 2015 si trasferisce in Europa sottoscrivendo un accordo con le bielorusse del FK Minsk per giocare in Chempionat Belarusi po futbolu zhenshchin, primo livello del campionato nazionale. Con la società bielorussa rimane solo una stagione, vincendo il titolo di Campione di Bielorussia, la Coppa di Bielorussia e le edizioni 2015 e 2016 della Supercoppa. Gioca anche due dei tre incontri del gruppo 1, nel turno preliminare di qualificazione alla stagione 2015-2016 di UEFA Women's Champions League, contribuendo al passaggio del turno della sua squadra, venendo tuttavia eliminata ai sedicesimi di finale dalle danesi del Fortuna Hjørring.
Terminata l'esperienza europea fa ritorno in patria.

### Nazionale
Cathy Bou Ndjouh gioca nell'edizione 2014 della Coppa delle Nazioni Africane femminile, in cui la nazionale arriva al secondo posto, avvenuta grazie alla sconfitta per 2-0 contro la Nigeria la quale garantirà a lei e alle sue compagne la storica qualificazione alla fase finale di un campionato mondiale femminile di calcio all'edizione di Canada 2015.
Viene inserita nella rosa della Nazionale in partenza per il Campionato mondiale femminile di calcio 2015 che si gioca in Canada. In questa edizione dopo aver superato il girone eliminatorio con sei punti; frutto di due vittorie e una sconfitta, viene eliminata agli ottavi di finale dalla Nazionale di calcio femminile della Cina con il risultato di 1 a 0 a favore delle asiatiche.

## Palmarès
- Campionato bielorusso: 1

Minsk: 2015
- Coppa di Bielorussia femminile: 1

Minsk: 2015
- Supercoppa bielorussa femminile: 2

Minsk: 2015, 2016
- Nigerian Women Football League: 1

Rivers Angels: 2013-2014
- Nigerian Women's Cup: 1

Rivers Angels: 2013-2014